# Осокина, Антонина Павловна
Антонина Павловна Осокина (20 мая 1926, Старояшкино, Грачёвский район — 25 февраля 2015, Сорочинск, Оренбургская область) — советский партийный деятель и организатор сельскохозяйственного производства, первый секретарь Сорочинского райкома КПСС, Оренбургская область. Герой Социалистического Труда.

## Биография
Родилась в семье учителя.
Окончила Чкаловский сельскохозяйственный институт.
Работала в совхозах имени Кирова Кваркенского района, имени Электрозавода Новосергиевского района, «Сарай-Гирский» Матвеевского района, «Ириклинский» Новоорского района. В 1963—1965 годах — директор совхоза «Прогресс» Гайского района.
В 1965—1972 годах — председатель Грачевского райисполкома. В 1972—1991 годах — первый секретарь Сорочинского районного комитета КПСС.
Её качества талантливого руководителя проявились во время засухи 1975 года. Тогда многие районы Оренбургской области были вынуждены начать забой скота, потому что его нечем было кормить, а Осокина организовала заготовку кормов за пределами региона. За время её руководства в районе было значительно увеличено производство мяса и молока, выросло поголовье скота. Район неоднократно выходил победителем в областном социалистическом соревновании.

## Награды и звания
За досрочное (за 4 года) выполнение планов пятилетки по продаже государству сельскохозяйственной продукции присвоено звание Героя Социалистического Труда (1976).
Награждена орденом Ленина, двумя орденами Трудового Красного Знамени, орденом «Знак Почёта», медалями «За доблестный труд», «За освоение целинных земель» и другими.
Почётный гражданин Сорочинского района Оренбургской области.